# La primula rossa (album)
La primula rossa è una raccolta degli Underground Life, pubblicata in LP nel 1990 da Lilium.

## Il disco
Si tratta di una raccolta contenente alcuni brani precedentemente pubblicati in vari EP fuori catalogo, oltre a brani più recenti e ad un inedito.

## Tracce
Lato A
1. Blackout (da Noncurance - 1979)
2. Desolation boulevard (da Fiori del male - 1980)
3. Killer (da Fiori del male - 1980)
4. Nuove immagini (da Cross - 1981)
5. Decadence (da Cross - 1981)

Lato B
1. Grupius village (da The Fox - 1983)
2. Fuoco nella città di ghiaccio (da Fuoco nella città di ghiaccio - 1985)
3. Uccidiamo il lavoro di massa (da Filosofia dell'aria - 1987)
4. Glass house (da Gloria Mundis - 1988)
5. Silence (inedito - 1990)